# 仮面ライダー555 20th パラダイス・リゲインド
『仮面ライダー555 20th パラダイス・リゲインド』（かめんライダー555 トゥエンティース パラダイス・リゲインド）は、特撮テレビドラマ『仮面ライダー555』のオリジナルビデオ作品。2024年2月2日から期間限定で劇場先行上映され、同年5月29日にBlu-ray / DVDが発売された。65分。PG12指定。

## 概要
平成仮面ライダーシリーズ第4作『仮面ライダー555』のテレビシリーズ最終話から20年後を描く正統続編として制作された。
監督は『555』テレビシリーズでメイン監督を担当した田﨑竜太、脚本は『555』のテレビシリーズ全話と劇場版を手掛けた井上敏樹が担当する。
映像ソフトは通常版のほかに、「CSMカイザフォンXX」が付属した完全受注生産のCSMカイザフォンXX版と完全版が発売される。
2024年1月14日に東京・新宿バルト9で、先行の完成披露舞台挨拶が行われた。
また、東映特撮 YouTube Officialと東映特撮ファンクラブでは本作品と連動した『仮面ライダー555殺人事件』が配信された。

## ストーリー
日本最大の企業であったスマートブレインは内部抗争を繰り返したことでその力を失って、オルフェノクの絶滅を目的として政府の管轄下に置かれていた。
園田真理はオルフェノクと「西洋洗濯舗 菊池」で共同生活を送っていたが、数年前に消えた乾巧が再び現れる。

## 登場人物

### 本作品におけるオリジナルキャラクター
胡桃 玲菜（） / 仮面ライダーミューズ
スマートブレインオルフェノク殲滅隊隊長。自身の姿を変身時に見られることを極端に嫌う一方で、変身後には敵を容赦のない攻撃で追い詰める冷酷な一面を持つ。

菊池 条太郎（）
菊池啓太郎の甥。巧とは面識はないが彼を英雄視しており、住み込みで「西洋洗濯舗 菊池」で働いており、園田真理と共に叔父の留守を預かっている。

ヒサオ / 仮面ライダーデルタ / モスキートオルフェノク
海堂が営むラーメン屋「西洋洗濯舗 菊池」2号店で働き、真理たちと共同生活を送っているオルフェノクで、有事の際にはデルタに変身して戦う。

コウタ / ゲッコーオルフェノク
海堂が営むラーメン屋「西洋洗濯舗 菊池」2号店でケイとともに働くオルフェノク。驚くと変身してしまう癖がある。

ケイ / クイナオルフェノク
海堂が営むラーメン屋「西洋洗濯舗 菊池」2号店でコウタとともに働くオルフェノク。コウタに惚れている。

## 本作品オリジナルの仮面ライダー

### 仮面ライダーネクストファイズ
乾巧がファイズドライバーNEXTで変身する新型ファイズ。深紅であった赤は朱色になっており、暗めのシルバーになっている。
「555」をファイズフォン20Plusに入力して、ファイズドライバーNEXTにセットすることで変身する。
頭部に搭載した予測AIによって、敵の動きを予測して戦いを有利に展開できる。
クリムゾンスマッシュと同様に敵をロックオンして放つ必殺キックが必殺技。
形態
アクセルフォーム
ファイズフォン20Plusをアプリ操作することによって変身する超加速形態。

ツール・武器
ファイズドライバーNEXT
ネクストファイズの変身ベルト。
ファイズフォン20 Plus
スマートフォン型マルチデバイス。
- 巧役の半田は演出の都合上、両手で操作しているが、片手でもやろうと思えばできたという。

ファイズエッジ、ファイズブラスター

### 仮面ライダーネクストカイザ
草加雅人がカイザドライバーで変身する新型カイザ。
ゴルドスマッシュと同様に両足によって放つ必殺キックが必殺技。
形態
アクセルフォーム
『555殺人事件』に登場。カイザフォンXXをアプリ操作することによって変身する超加速形態。

ツール・武器
カイザフォンXX（カイザフォントゥエンティ）
スマートフォン型マルチデバイス。
カイザクロスラッシャー
銃機能を備えた一対の剣。

### 仮面ライダーミューズ
ミューズドライバーで変身する仮面ライダー。胡桃玲菜、北崎望が変身する。
「666」をミューズフォンに入力して、ミューズドライバーにセットすることで変身する。
一対のナイフによる接近戦を得意とし、ネクストファイズと同種の予測AIを搭載しており、敵の行動を予測AIによって先読みすることが可能。
ツール・武器
ミューズドライバー
ミューズの変身ベルト。
ミューズフォン
スマートフォン型マルチデバイス。
ミューズエッジ
両肩アーマーに懸架されている短剣。

## 本作品オリジナルの怪人
ワイルドキャットオルフェノク
園田真理が変身するヤマネコの特質を備えたオルフェノク。

モスキートオルフェノク
ヒサオが変身するカの特質を備えたオルフェノク。

ゲッコーオルフェノク
コウタが変身するヤモリの特質を備えたオルフェノク。

クイナオルフェノク
ケイが変身するクイナの特質を備えたオルフェノク。

ゴールデンフィッシュオルフェノク
『555殺人事件』に登場。真理の拾った金魚のキンが変身する金魚の特質を備えた小型オルフェノク。

## キャスト
- 乾巧 / 仮面ライダーファイズ / ウルフオルフェノク - 半田健人[7]
- 園田真理 / ワイルドキャットオルフェノク - 芳賀優里亜[7]
- 胡桃玲菜 / 仮面ライダーミューズ - 福田ルミカ[7]
- 菊池条太郎 - 浅川大治[7]
- ヒサオ / 仮面ライダーデルタ / モスキートオルフェノク - 柳川るい[7]
- コウタ / ゲッコーオルフェノク - 土師野隆之介[7]
- ケイ / クイナオルフェノク - 松澤可苑[7]
- スマートレディ - 進藤あまね[7]
- 医師 - 酒井勇樹、芝井美香、白山照彦
- 死体 - 熊倉功
- クリーニング屋客 - 松浦真希
- 老婆 - 佐藤ひずる
- ラーメン屋常連客 - 高岩成二[1]
- オルフェノク殲滅隊・隊員[11] - TOM CONSTANTINE[注釈 1]
- 草加雅人 / 仮面ライダーカイザ - 村上幸平[7]
- 海堂直也 / スネークオルフェノク - 唐橋充[7]
- 北崎望 - 藤田玲[12]

### 声の出演
パンフレットより。
- 大村亨
- 伊藤翔[13]
- 山崎剛士[14]
- 山森圭介
- 髙田彩可

### スーツアクター
パンフレットより。
- 仮面ライダーファイズ[2][5]、ウルフオルフェノク - 岩上弘数
- 仮面ライダーカイザ[2][5] - 松岡航平
- 仮面ライダーデルタ、モスキートオルフェノク - 鈴木大樹
- 仮面ライダーミューズ[2][5] - 高嵜百花
- 仮面ライダーミューズ - 原隆太
- ワイルドキャットオルフェノク[5] - 野川瑞穂
- スネークオルフェノク - 橋渡竜馬
- ゲッコーオルフェノク、クイナオルフェノク - 大内田将樹
- 石井靖見
- 石飛雄太
- 伊藤温規
- 大隈厚志
- 小澤雄喜
- 掛川将希
- 齋藤真矢
- 清水林太郎
- JULIANO WAKAHISA
- 鈴木心
- 高嶋宏一郎
- 高橋翔太
- TOM CONSTANTINE
- 中川和貴
- 本田光騎
- 山下駿
- 米岡孝弘
- 渡邊海斗
- 池澤知己
- 岩見柾孝
- 大塚敦子
- 海田真衣
- 片伯部浩正
- 金谷春来
- 上之薗将輝
- 佐々木俊宣
- 寺田涼夏
- 成田夏海
- 久松宥希
- 堀田慶斗
- 本間汐莉
- 三村幸司
- 安川桃香
- 山口真弥
- Rio
- 井上象策

## スタッフ
- 原作 - 石ノ森章太郎[15][2]
- 脚本 - 井上敏樹[15][2]
- 音楽 - 松尾早人
- スーパーバイザー - 小野寺章
- 撮影 - 中村耕太[注釈 2]
- 照明 - 加藤賢也
- 美術 - 江口亮太
- 録音 - 蟻川真矢
- 編集 - 柳澤和子
- スクリプター - 梅木望帆
- 助監督 - 作野良輔
- 制作担当 - 伊藤隆幸、中島嘉隆
- ラインプロデューサー - 下前明弘
- VE - 小山祐輔
- FO - 蔵原こむれつ
- CA - 本間優理
- 装飾 - 権田光典
- 小道具 - 藏本昇吾（東京美工）
- キャラクター管理 - 中村豊
- 絵コンテ - 持田隼生
- 操演 - 髙木友善（ライズ）
- バイクスタント - 西村信宏、河村章夫、日下達也、橋本充吾、宮方聖江、大谷奈津江、花田浩一（武士レーシング）
- 大道具 - 平野牧一（RMATE Creative）
- 装置 - 伊藤文奈美（紀和美建）
- ヘアメイク - 松本千菜美（ザフェイスメイクオフィス）
- 衣裳 = 神子島佑佳（東京衣裳）
- キャラクターデザイン - PLEX、篠原保
- 資料担当 - 山辺浩一、金子しん一（石森プロ）
- キャラクター造型製作 - ブレンドマスター/ブレンドワークス
- 特殊造型コーディネーター - 蟻川昌宏
- 助監督 - 谷本健晋（B.O.S-Entertainment）、平舘銀河、田渕大倫
- 進行主任 - 式守修
- 進行 - 鳥谷部みなみ
- 整音 - 原口崇正
- 音響効果 - 桑原秀綱
- 選曲 - 河村利典
- オンラインエディター - 初野百花
- アシスタント - 佃修平
- コンポジター - 加藤大輝、園山敦司（東映デジタルラボ）
- 技術運営 - 川崎秀彦
- 仕上担当 - 吉田愛
- 日本映像クリエイティブ
  - VFXスーパーバイザー - 小松祐規、長部恭平
- 特撮研究所
  - 特撮スーパーバイザー - 足立亨
- プロデューサー補 - 藤田航平（東映ビデオ）、松浦大悟（東映）
- 宣伝 - 森めぐみ（東映）
- 音楽プロデューサー - 飯田真由（avex trax）
- 制作プロダクション - 東映テレビ・プロダクション
- 委員会スタッフ - 佐藤現、石井悠吾（東映ビデオ）、大矢陽久、廣瀬剛、平松祐一、南中光葉（バンダイ）
- プロデューサー - 山田真行（東映ビデオ）、白倉伸一郎（東映）
- アクション監督 - 和田三四郎（BOSアクションユニティ）
- 監督 - 田﨑竜太[15][2]

## 音楽
主題歌「Identiφ‘s」
作詞 - 藤林聖子 / 作曲 - 佐藤和豊 / 編曲 - 中川幸太郎 / コーラス - m.c.A・T / 歌 - ISSA
挿入歌「Justiφ's」
作詞 - 藤林聖子 / 作曲 - 佐藤和豊 / 編曲 - 中川幸太郎 / 歌 - ISSA

## 制作
乾巧役の半田健人、園田真理役の芳賀優里亜、草加雅人役の村上幸平が『555』の続編をやりたがっているという話をプロデューサーの白倉伸一郎が『555』撮影・放送当時助監督だった柴﨑貴行から聞いたことが本作品のきっかけであるといい、『暴太郎戦隊ドンブラザーズ』で脚本の井上敏樹と監督の田﨑竜太も一緒になっていたため、同作品の終了後に直結で依頼したという。
白倉は『555』放送当時からのファンを満足させられ、なおかつ『555』を最近になって知った層にも見応えのある作品にすることを意識したといい、当時テレビシリーズを観ていた人や、半田を始めとしたキャストも20年分の歳を重ねており、その時間に意味を持たせたいと思ったという。映像作品としてやる以上は単なる同窓会では意味はなく、「キャストがやりたがっている」や「何周年」はきっかけにはなっても、それだけでは企画を動かす理由にはならない。『仮面ライダーオーズ 10th 復活のコアメダル』のように「新章の入り口」にするのか、「最終楽章までやったあとのゴール」にするのかを考えたが、それを見ている人に早期に見切らせてしまうのもつまらないため、最後まで見ているうちに、どちらなのかわかる展開になるよう意識したという。
『555』はもともと人間としての未来が絶たれたことでオルフェノクとなった少年少女と、そうならずに生き続ける少年少女の物語であったが、20年経った今は彼らは少年少女ではないため、『555』の続編は単なる焼き直しではなく大人たちの話となり、新キャラクターである玲菜たちが「少年少女の物語」という部分を担っているといい、彼らを描くことが「巧たちが少年少女ではない」という宣言でもあり、彼らのおかげで『555』らしさが保たれているという。

## 映像ソフト化
Blu-ray / DVDでリリース。
- 仮面ライダー555 20th パラダイス・リゲインド 劇場先行販売版（DVD1枚組、2024年2月2日より上映劇場限定・数量限定で発売）
  - 映像特典
    - 特報・予告

  - 封入特典
    - 主題歌（MOVIEサイズ）ダウンロードカード「mu-ca」
    - ポスタービジュアルフォトカード
- 仮面ライダー555 20th パラダイス・リゲインド DVD通常版（1枚組、2024年5月29日発売）
  - 映像特典
    - 特報・予告
- 仮面ライダー555 20th パラダイス・リゲインド Blu-ray通常版（1枚組、2024年5月29日発売）
  - 音声特典
    - オーディオコメンタリー（半田健人×芳賀優里亜×村上幸平×唐橋充×藤田玲）

  - 映像特典
    - メイキング
    - 完成披露舞台挨拶
    - 初日舞台挨拶
    - スマートブレイン新製品PR
    - 特報・予告
    - デザインギャラリー
    - ポスタービジュアル
- 【初回生産限定】仮面ライダー555 20th パラダイス・リゲインド 特別版（2枚組、2024年5月29日発売）
  - ディスク1：本編ディスク（通常版と共通）
  - ディスク2：特典DVD
    - 『仮面ライダー555』20th Anniversary EVENT「555×20」

  - 封入特典
    - ライナーノート
    - 主題歌CD

  - 外装特典
    - 特製スリーブケース
- 【完全受注生産】仮面ライダー555 20th パラダイス・リゲインド CSMカイザフォンXX版（1枚組、2024年9月13日発売）
  - セット内容
    - 仮面ライダー555 20th パラダイス・リゲインド（通常版と共通）
    - COMPLETE SELECTION MODIFICATION カイザフォンXX（充電ケーブル、取扱説明書付属）
- 【完全受注生産】仮面ライダー555 20th パラダイス・リゲインド 完全版（2枚組、2024年9月13日発売）
  - セット内容
    - 仮面ライダー555 20th パラダイス・リゲインド 特別版
    - COMPLETE SELECTION MODIFICATION カイザフォンXX（充電ケーブル、取扱説明書付属）

## プロモーション

### 前売り券
購入者のお名前入りスマートブレイン社社員証カード付きムビチケカードセット
2023年9月13日から11月13日までムビチケにて発売。購入者の名前刻印は史上初の試みで、「仮面ライダー555」の世界の一員になれる社員証を作成することができる。